# Deonte Harty
Deonte Harty (nacido el 4 de diciembre de 1997 como Deonte Harris) es un jugador de fútbol americano, wide receiver y retornador de los Baltimore Ravens de la National Football League (NFL). Jugó fútbol americano universitario en la Universidad de Asunción en Worcester, Massachusetts, y firmó con los Saints como agente libre novato no seleccionado en el draft en 2019, donde hizo su primer Pro Bowl como regresador. Harris creció en el suburbio de Middle River, Maryland, en Baltimore, y jugó fútbol en la escuela secundaria Archbishop Curley High School, donde también se destacó en baloncesto y atletismo.

## Carrera en el instituto
En su último año en la Escuela Secundaria Archbishop Curley de Baltimore, Harty fue nombrado Jugador Ofensiva del Año 2014 de Varsity Sports Network en fútbol americano. Obtuvo los honores All-Conference y All-State, y fue seleccionado para el primer equipo All-Metro de The Baltimore Sun para la temporada de fútbol de 2014. Ese mismo año, Harty llevó a los Friars al Campeonato de la Conferencia B de la Asociación Atlética Interescolar de Maryland (MIAA) y su primera temporada invicto de fútbol americano en la historia de la escuela, que incluyó una victoria de 28-0 sobre la tradicional potencia de la Conferencia "A" de la MIAA, Loyola Blakefield, partido en el que Harty acumuló 206 yardas totales (140 por tierra, 66 por recepción) con 2 touchdowns. Registró 2,030 yardas de ofensiva en total para esa temporada con 25 touchdowns en 10 juegos. Corrió para 1,450 yardas en la temporada en 130 acarreos con 20 touchdowns terrestres. En el juego del Campeonato MIAA de 2014, Harty tuvo 211 yardas totales, anotando 5 touchdowns en una victoria por 56-14 sobre St. Paul's School para ganar el título de la conferencia.
Como junior (2013) Harty corrió para 933 yardas en 86 acarreos para los Friars y anotó un total de 18 touchdowns (14 por tierra y cuatro por recepción). En su segunda temporada (2012), recorrió 676 yardas en 63 acarreos con seis touchdowns.

## Carrera universitaria
Harty jugó al fútbol en el Colegio de la Asunción, una escuela de la División II.
Aspectos destacados de la carrera de Asunción College:
- Posee el récord de la NCAA (independientemente de la división) como líder de todos los tiempos del fútbol americano universitario en retornos combinados para touchdown: 14
- Posee el récord NCAA D-II de retornos para touchdown combinados en una sola temporada : 8
- Récord empatado de la División II de la NCAA para touchdowns de retorno de patada inicial en un solo juego: 2
- Récord empatado de la División II de la NCAA para touchdowns de retorno de despeje en una temporada: 5
- Jugador Más Valioso de la Conferencia Noreste-10 de 2017
- Novato del año de la Conferencia Northeast-10 2015
- 2018 Segundo Equipo All-American por la Asociación de Entrenadores de Fútbol Americano
- 2018 Northeast-10 Conference Primer equipo All-Conference como WR & KR
- 2017 Primer equipo All-American de la Asociación de entrenadores de fútbol americano
- 2017 Primer Equipo All-American por la Asociación de Comisionados de la Conferencia
- 2017 Segundo Equipo All-American por D2football.com
- 2017 Northeast-10 Conference Primer equipo All-Conference como WR & KR
- 2015 Don Hansen Football Gazette Segundo equipo All-American[4]

Expediente educativo:
- Touchdowns de carrera (45)
- Patios de uso múltiple en la historia escolar- 6,173
- Devoluciones combinadas de touchdown en la historia de la escuela - 14
- Devoluciones combinadas de touchdown en una sola temporada en la historia de la escuela - 8 (2017)
- Touchdowns de retorno de despeje en una sola temporada - 5 (2017)
- Despejes retornados para touchdowns en un solo juego: 2 (dos veces)
- Kickoffs retornados para touchdowns en un solo juego – 2
- Despejes retornados para touchdowns en la historia de la escuela - 8
- Kickoffs retornados para touchdowns en la historia de la escuela - 6[4]

## Carrera profesional

### Temporada 2019
Harty firmó con los New Orleans Saints como agente libre novato no reclutado en 2019. Después de un training camp impresionante con un retorno para touchdown de 78 yardas contra los New York Jets en la pretemporada, Harty hizo el corte final y fue incluido en la lista de 53 hombres de los Saints.
Harty hizo su debut en la NFL en Monday Night Football como el principal retornador de despejes de los Saints en la apertura de la temporada contra los Houston Texans . Durante una victoria como visitante por 33-27 de la semana 3 contra los Seattle Seahawks, anotó su primer touchdown de la NFL en un retorno de despeje de 53 yardas, el primer touchdown de retorno de despeje de la NFL de la temporada 2019.
Harty terminó su año de novato como líder en retornos de despeje, retornos combinados y yardas de devolución de despeje y fue seleccionado para el Pro Bowl. Es el primer Saint no reclutado en formar parte de la lista de Pro Bowl como novato. También fue uno de los cuatro jugadores de la liga en tener un touchdown de retorno de despeje en 2019.

### Temporada 2020
Harty fue colocado en la lista de reserva/ COVID-19 por los Saints el 14 de agosto de 2020, y fue activado dos días después. Anotó su primer touchdown de recepción profesional en la Semana 7 contra los Carolina Panthers . El 19 de diciembre de 2020, Harty fue colocado en la reserva de lesionados. Fue activado el 9 de enero de 2021.

### Temporada 2021
El 26 de noviembre de 2021, Harty fue suspendido tres juegos luego de un arresto por DUI en julio.

### Temporada 2022
El 14 de marzo de 2022, los Saints colocaron una oferta de agente libre restringido de segunda ronda en Harty.

### Temporada 2023
El 16 de marzo de 2023, Harty firmó un contrato por dos años con los Buffalo Bills. 

### Temporada 2024
Tras acabar su relación con los Bills en marzo, el 14 de abril de 2024 firmó con los Baltimore Ravens.

### Estadísticas de la NFL
| Leyenda | Leyenda                   |
| ------- | ------------------------- |
|         | Lideró la liga            |
| Audaz   | Lo más alto de su carrera |

| Año                 | Equipo              | Partidos | Partidos | Recepción | Recepción | Recepción | Recepción | Recepción | Corriendo | Corriendo | Corriendo | Corriendo | Corriendo | Retornando | Retornando | Retornando | Retornando | Retornando | Fumbles | Fumbles |
| Año                 | Equipo              | GP       | GS       | Rec       | Yds       | Avg       | Lng       | TD        | Att       | Yds       | Avg       | Lng       | TD        | Ret        | Yds        | Avg        | Lng        | TD         | Fum     | Lost    |
| ------------------- | ------------------- | -------- | -------- | --------- | --------- | --------- | --------- | --------- | --------- | --------- | --------- | --------- | --------- | ---------- | ---------- | ---------- | ---------- | ---------- | ------- | ------- |
| 2019                | NO                  | 14       | 1        | 6         | 24        | 4.0       | 13        | 0         | 4         | 31        | 7.8       | 10        | 0         | 60         | 982        | 16.4       | 53T        | 1          | 3       | 1       |
| 2020                | NO                  | 9        | 2        | 20        | 186       | 9.3       | 40        | 1         | 6         | 51        | 8.5       | 23        | 0         | 33         | 643        | 19.5       | 75         | 0          | 3       | 1       |
| 2021                | NO                  | 13       | 1        | 36        | 570       | 15.8      | 72        | 3         | 5         | 41        | 8.5       | 23        | 0         | 50         | 889        | 17.8       | 39         | 0          | 2       | 1       |
| 2022                | NO                  | 4        | 0        | 2         | 38        | 4.2       | 8         | 0         | 3         | 2         | 0.7       | 4         | 0         | 3          | 31         | 10.3       | 23         | 0          | 0       | 0       |
| Carrera profesional | Carrera profesional | 40       | 4        | 64        | 818       | 16.8      | 80        | 4         | 18        | 125       | 6.3       | 60        | 0         | 146        | 2,545      | 16         | 75         | 1          | 8       | 3       |

| Año                 | Equipo              | Partidos | Partidos | Recepción | Recepción | Recepción | Recepción | Recepción | Corriendo | Corriendo | Corriendo | Corriendo | Corriendo | Retornando | Retornando | Retornando | Retornando | Retornando | Fumbles | Fumbles |
| Año                 | Equipo              | GP       | Gs       | Rec       | Yds       | Avg       | Lng       | TD        | Att       | Yds       | Avg       | Lng       | TD        | Ret        | Yds        | Avf        | Lng        | TD         | Fum     | Lost    |
| ------------------- | ------------------- | -------- | -------- | --------- | --------- | --------- | --------- | --------- | --------- | --------- | --------- | --------- | --------- | ---------- | ---------- | ---------- | ---------- | ---------- | ------- | ------- |
| 2019                | NO                  | 1        | 1        | 1         | 50        | 50.0      | 50        | 0         | 0         | 0         | 0.0       | 0         | 0         | 8          | 177        | 22.1       | 54         | 0          | 0       | 0       |
| Carrera profesional | Carrera profesional | 1        | 1        | 1         | 50        | 50.0      | 50        | 0         | 0         | 0         | 0.0       | 0         | 0         | 8          | 177        | 22.1       | 54         | 0          | 0       | 0       |

## Asuntos legales
El 16 de julio de 2021, Harty fue arrestado en Towson, Maryland, bajo sospecha de conducir bajo la influencia del alcohol. Fue citado por conducción negligente, conducción imprudente, no obedecer las instrucciones del dispositivo de control de tráfico y exceder el límite de velocidad después de conducir de manera errática y pasar 77 mph en un 55 zona de mph.
En diciembre de 2021 cambió su nombre de Deonte Harris a Deonte Harty para honrar a su padrastro. 